# 堺市立百舌鳥小学校
堺市立百舌鳥小学校（さかいしりつ もず しょうがっこう）は、大阪府堺市北区にある公立小学校。

## 沿革
明治時代に設置された中百舌鳥尋常小学校・西百舌鳥尋常小学校の2校を起源とする。中百舌鳥尋常小学校は1874年、当時の大鳥郡梅村（町村制施行で中百舌鳥村・のち合併で百舌鳥村）に開校した。
1885年には中百舌鳥尋常小学校から分離する形で、当時の大鳥郡高田村（町村制施行で西百舌鳥村・のち合併で百舌鳥村）の西百舌鳥尋常小学校が開校している。
中百舌鳥・西百舌鳥の2校は1910年に合併し、泉北郡百舌鳥尋常小学校が設置された。開校当初は当時の百舌鳥村赤畑（現在の堺市北区百舌鳥赤畑町付近）に校舎を設置したが、1938年6月に現在地に移転した。
百舌鳥村は1938年9月1日に堺市に編入し、堺市百舌鳥尋常小学校と称した。
1941年には国民学校令施行により堺市百舌鳥国民学校に改称した。太平洋戦争の影響で、1945年春以降堺市中心部の国民学校児童も学童疎開の対象となり、1945年6月20日より堺市少林寺国民学校（現在の堺市立少林寺小学校）の集団疎開を受け入れた。
しかし百舌鳥国民学校は1945年7月20日の空襲で校舎を焼失した。
1947年の学制改革により、堺市立百舌鳥小学校となった。1970年代には児童数が増加したため、堺市立中百舌鳥小学校・堺市立西百舌鳥小学校の2校が分離開校している。

### 年表
- 1910年1月26日 - 泉北郡百舌鳥尋常小学校として開校。
- 1938年6月 - 現在地に移転。
- 1938年9月1日 - 百舌鳥村が堺市に編入したことに伴い、堺市百舌鳥尋常小学校に改称。
- 1941年4月1日 - 国民学校令により、堺市百舌鳥国民学校に改称。
- 1945年7月20日 - 空襲で校舎全焼。
- 1947年4月1日 - 学制改革により、堺市立百舌鳥小学校に改称。
- 1973年4月1日 - 堺市立中百舌鳥小学校が分離開校。
- 1977年4月1日 - 堺市立西百舌鳥小学校が分離開校。

## 通学区域
- 堺市北区 百舌鳥赤畑町、百舌鳥梅北町、百舌鳥梅町1丁・2丁、百舌鳥西之町1丁（一部）、百舌鳥西之町2丁・3丁、百舌鳥陵南町3丁、百舌鳥本町2丁（一部）。

卒業生は堺市立陵南中学校に進学する。

## 交通
- JR阪和線百舌鳥駅から南東へ15分。
- 南海高野線・泉北線・地下鉄御堂筋線 中百舌鳥駅から南西へ20分。
- 南海高野線百舌鳥八幡駅から南へ15分。
- 南海バスもず八幡前
  - 南海高野線堺東駅前2番乗り場・JR阪和線もず駅前から深井駅行き・あみだ池行き。
  - 泉北線深井駅（東）1番乗り場から堺東駅前行き、（西）4番乗り場から中もず駅前行き。
  - 南海高野線・泉北線・地下鉄御堂筋線中もず駅前（南）3番乗り場から伏尾行き・中老人福祉センター行き・堺市立総合医療センター前行き。